# Удар! Ще удар!
«Удар! Ще удар!» (рос. «Удар! Еще удар!») — російський радянський художній фільм режисера Віктора Садовського, знятий на кіностудії «Ленфільм» в 1968 році.

## Зміст
Двом серйозним командам належить дуже відповідальний матч з футболу. Російська команда їде битися з супротивниками в столицю Швеції. Атмосфера розжарюється, але втручається кохання. Один російський гравець, надія країни, утікає напередодні події до своєї коханої дівчини і повертається до своїх вже вранці. Тренер непохитний — він усуває його від участі в матчі.

## Ролі
- Віктор Коршунов — Таманцев Андрій Павлович, тренер ленінградської футбольної команди «Зоря»
- Валентин Смирнитський — Сергій Таманцев, футболіст «Зорі»
- Галина Яцкіна — Женя Струмиліна, подруга Сергія
- Борис Бистров — Толя Стародуб, молодий футболіст «Зорі»
- Володимир Кенігсон — Макар Васильович Хомутаєв, голова товариства «Зоря»
- Микола Засєєв-Руденко — Володимир Крутилін, капітан «Зорі»
- Володимир Трещалов — Костя Мальков, відрахований футболіст «Зорі»
- Олександр Граве — Кеша Федорин, осліпнув фронтовий друг Таманцева
- Гликерія Богданова-Чеснокова — бабуся Толі Стародуба
- Юрій Дедович — Олександр Стогов
- Олексій Кожевников — Мотя, однокурсник Сергія Таманцева
- Борис Коковкин — Комаров
- Юрій Толубєєв — професор Вахрамов
- Юрій Волков — Бергер, тренер «Рифів»
- Олександр Анісімов — Карл Рамке, футболіст «Рифів»
- Анатолій Абрамов — Іван Харітонич, суддя військового матчу
- Олександр Соколов — літній уболівальник «Зорі»

В епізодах:
- Олексій Смірнов — шофер таксі, пристрасний уболівальник футбольного клубу «Зоря»
- Анатолій Столбов — кореспондент
- Павло Романов — футбольний уболівальник в блокадному Ленінграді
- Станіслав Завідонов — футболіст
- Юрій Морозов — футболіст
- Леонід Макарьєв
- Лев Жуков — Зараєв
- Павло Рудаков — уболівальник
- Герман Хованов — уболівальник
- Вадим Никітин — матрос-вболівальник
- Михайло Ладигін, Сергій Кошеваров, Герберт Дмитрієв, Сергій Піжель, Юрій Родіонов, Жанна Сухопольська, О. Морозов, Г. Бурхард

## Знімальна група
- Автори сценарію — Лев Кассіль, Віктор Садовський за участю Володимира Куніна
- Постановка — Віктора Садовського
- Головні оператори — Ростислав Давидов, Олександр Дибрівний
- Головний художник — Борис Бурмістров
- Режисер — Марк Генін
- Оператор — Л. Олександров
- Композитор — Владлен Чистяков
- Текст пісень — Льва Кукліна
- Звукооператор — Анна Волохова
- Асистенти режисера — Н. Окунцева, С. Никітин, Т. Шикіна
- Асистенти оператора — Л. Колодзинський, Ф. Тотров
- Художник по гриму — Н. Еленбоген
- Художник по костюмах — Л. Дудко
- Художник-декоратор — Л. Шкеле
- Монтажери — Є. Шкультіна, Е. Садовська
- Редактор — Ю. Медведєв
- Комбіновані зйомки:
  - Оператор — Б. Дудов
  - Художник — А. Олександров
- Консультанти — Микола Люкшинов, А. Шкляревський
- Коментатор — Віктор Набутов
- Директор — А. Тарасов